# 頷き病
頷き病（うなずきびょう、nodding disease）、または頷き症候群（うなずきしょうこうぐん、nodding syndrome）は、アフリカ東部で近年発見された奇病。1980年代にスーダンで発生したとされるが、類似の症例が1960年代に報告されていたとも言う。致死的であり、心身に障害を起こし、小児児童しか発症しない。現在のところ発症が見られるのはスーダン南部とタンザニア、ウガンダの狭い地域に限られる。

## 症状
頷き病の症状は大変奇妙である。発症した児童は成長が完全かつ恒久的に止まるように見える。脳の発育も同じく停止し、患者は知的障害に陥る。そして頷き病という名の通り、病的に頷くようになる。これは発作であり、患者が何かを食べ始めるかまたは寒さを感じるかのいずれかの条件が満たされると直ちに頷き始める。発作は短く、その子が物を食べるのをやめるかまたは寒さを感じなくなると収まる。しかしながら、この症状の非常に特異な点として、患者が個人的に見慣れない食品を与えられたときには発作は生じない。例えば、チョコバーを知らない児童にチョコバーを与えた場合は発作は起きない。この頷きの発作が激しく出ると患者が転倒して怪我をすることもある。

## 診断
診断法は確立しておらず、患者が頷きの発作を起こすのを見て判断するのが基本である。発作と共に成長阻害と知的障害が見られる場合は、この病気である蓋然性が高い。将来的には、神経学的な診察も診断の助けになるかも知れない。

## 予後
この疾病はよく知られておらず、予後についてもほとんどわかっていない。いずれにしても、患者を心身ともにひどく衰弱させる。回復例もあると言われているが、多数の児童がこの病が元で死亡している。前述の通り、発作のせいで患者が転倒し、例えば焚き火に倒れ込むなどして死傷する場合もある。

## 原因に関する諸説
現時点で病原は特定されていない。該当地域で使用された生物兵器や化学兵器由来の化学物質が原因ではないかと見る向きもある。他には腐敗した植物や肉類などの汚染食品も病原候補であり、汚染された猿の肉などが疑われている。また、発症地域の人々は、救援組織から支給された耕作用の種を食用していたことを認めているが、これは本来が耕作用だったので、有毒な農薬等にまみれていた。
別の説として、この疾病と寄生虫のオンコセルカを関連付けるものがある。オンコセルカはブユに媒介されてオンコセルカ症（河川盲目症）の原因となる。頷き病の患者の多くはイェイ河の流域に居住しており、患者の 93% がこの寄生虫に感染している。ただし、この寄生虫は頷き病の発症地域に限らず広く分布し感染しているので、これだけでは説明は付かない。河川盲目症と通常のてんかんとの関連、及び成長阻害との関連がこれまでに指摘されているが、はっきりした証拠は得られていない。

## 発生状況
これまでのところ、この病気はスーダン地方で少なくとも300人を超える児童が発症しているほか、ウガンダのキトゥグム県で見られる。一部の患者について神経学的な調査が実施されたものの、発症地域では生活条件と医療体制が共に劣悪であるため、この病気の詳細はほとんどわかっていない。